# Bataille de Bomboná
Campagne de Pasto
(Guerre d'indépendance de la Colombie)
Batailles
m
- Bomboná
- Cuchilla de Taindala (1)
- Cuchilla de Taindala (2)
- Ibarra
- Alto de Cebollas
- Juanambú
- Tacines
- Barbacoas

La bataille de Bomboná est un combat qui a eu lieu le 7 avril 1822 entre les troupes colombiennes et espagnoles durant la marche de l'armée de Simón Bolívar jusqu'à Quito.

## Déroulement
Le général espagnol Basilio García (es) établit une position défensive sur les hauteurs de Cariaco[réf. nécessaire]. Après une reconnaissance, Bolívar décide d'attaquer par la droite avec le bataillon Rifles (es) du général Manuelito Valdes tandis que le général Pedro León Torres (es) attaque frontalement les défenses ennemies avec deux bataillons d'infanterie et deux escadrons de cavalerie. 
La bataille commence à 15h30, les troupes du général Torres sont repoussées avec de lourdes pertes, mais Valdes et le bataillon Rifles couvre le flanc droit espagnol. Encerclés, les royalistes se retirent durant la nuit. 

## Conséquences
La bataille a entraîné de lourdes pertes des deux côtés. Le combat a arrêté Bolívar pour quelques jours en attendant des renforts. La bataille était tout aussi désastreuse pour les Espagnols, même si les Colombiens sont arrêtés un court laps de temps et ont dû détourner des troupes de Quito où Antonio José de Sucre était à l'offensive.
Les royalistes de Pasto capituleront peu de temps après.